# Bright (Australia)

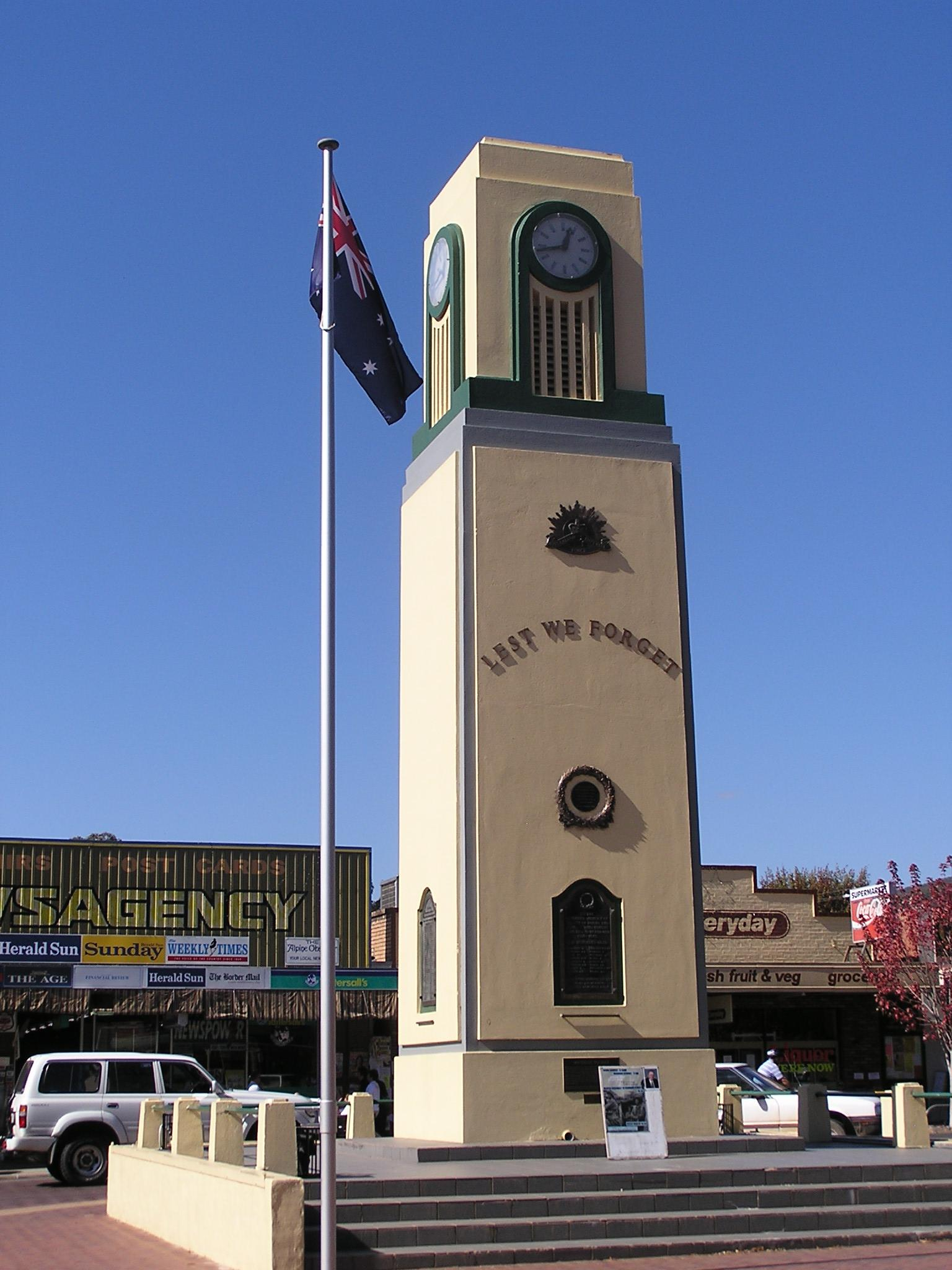
Monument upamiętniający poległych żołnierzy w centrum Bright

Bright – miejscowość (ok. 2700 mieszkańców w 2006) leżące nad rzeką Ovens w Australii w stanie Wiktoria w pobliżu Parku Narodowego Mount Buffalo.